# Ajatasattu
Ajatasattu, Ajatashatru of Kunika was een koning van Magadha, een van de mahajanapada's. Ajatasattu behoorde tot de Haryanka-dynastie en was aan de macht gekomen door de moord op zijn vader, koning Bimbisara. Net als bij zijn vader beschrijven zowel boeddhistische als jaïnische geschriften hem als aanhanger van hun religie. Hij leefde dan ook ten tijde van Gautama Boeddha, de stichter van het boeddhisme, en Mahavira, de grondlegger van het jaïnisme.

## Geboorte
Ajatasattu werd mogelijk geboren uit het huwelijk tussen Bimbisara en Vasavi, een prinses uit Videha die daarom bekend werd als Vaidehi. Er zijn echter ook werken die eerdere vrouwen van Bimbisara als moeder aanwijzen. In jaïnische geschriften is Chellana de moeder, terwijl dat in boeddhistische geschriften Kosaladevi is, beiden met de bijnaam Vaidehi. Volgens de jaïnische Nirayavalika-soetra had de moeder tijdens de zwangerschap een onbedwingbare behoefte drank te nuttigen en gebraden vlees uit het hart van haar man, maar zij kreeg gebakken fruit dat op hart. Ze kreeg wroeging dat ze had toegegeven aan deze hunkering en vreesde dat het van invloed was op het kind en dat deze de familie schade zou berokkenen. Daarop liet ze Ajatasattu enkele maanden na de geboorte uit het paleis verwijderen. Daar werd hij door een haan in zijn vinger gebeten, wat hem de bijnaam Kunika (zere vinger) opleverde. Bimbisara vond het kind en verzorgde de wond tot deze geheeld was.
De boeddhistische Atthakatha vertelt een vergelijkbaar verhaal, maar hier nuttigt de moeder wat bloed van de koning.

## Machtsgreep
Nadat Bimbisara buurstaat Anga veroverd had, stelde zijn zoon Ajatasattu aan als gouverneur van de hoofdstad van Anga, Champa – een van de zes belangrijke steden ten tijde van de Boeddha en een belangrijke havenstad aan de samenloop van de Ganges en de Champa-rivier. Bimbisara wist Magadha door zijn huwelijkspolitiek en veroveringen een van de machtigste mahajanapada's te maken, daarbij steunend op een staand leger, het aanleggen van wegen en een efficiënte gedecentraliseerde bureaucratie, waarbij elk van duizenden dorpen (gramaka) bestuurd werd door een gramani of dorpshoofd.
Devadatta was een neef van de Boeddha en jaloers op diens status en zocht naar manieren om de Boeddha dwars te zitten. Hij zag een kans bij de kroonprins en zou Ajatasattu hebben aangespoord om Bimbisara gevangen te zetten en te laten verhongeren. Ajatasattu zou alleen zijn moeder hebben toegelaten bij zijn vader. Die smokkelde voedsel mee naar binnen en nadat ze daarop betrapt werd, zou ze zichzelf in honing hebben gebaad om haar man in leven te houden. Ook dit kwam uit en uiteindelijk stierf Bimbisara, waar verschillende verhalen over zijn. De verhalen verschillen ook over het verloop daarna, waarbij in een versie Ajatasattu spijt zou hebben van zijn daad na de geboorte van zijn zoon Udayin en het ervaren van vaderliefde, terwijl Udayin in een andere versie zijn grootvader zou hebben gekend.

## Expansiepolitiek
Ajatasattu zette de expansiepolitiek van zijn vader voort. Toen Bimbisara stierf, stierf zijn vrouw Kosaladevi van verdriet. Haar broer, koning Pasenadi van Koshala, herriep vervolgens het dorpje in Kashi dat hij als bruidsschat had meegegeven. Hierop brak een oorlog uit tussen Magadha en Koshala. Aanvankelijk werd Pasenadi gedwongen om zich terug te trekken in zijn hoofdstad, later werd Ajatasattu gevangengenomen. Aangezien Ajatasattu een zoon van de zuster van Pasenadi was, werd Ajatasattu gespaard en werd er vrede gesloten. Ajatasattu huwde daarbij met  Vajira, een dochter van Pasenadi, met Kashi als bruidsschat. Vajira zou daarna geboorte geven aan Udayin. Pasenadi werd later het slachtoffer van een paleiscoup en vluchtte naar Rajagriha om steun te zoeken bij Ajatasattu, maar stierf buiten de stadsmuren voordat hij zover kwam.
Vervolgens ontstond een conflict met de Licchhavi's uit de gana-sangha of oligarchie Vajji. Volgens boeddhistische geschriften zou het conflict ontstaan zijn toen de Licchhavi's meer dan hun deel namen uit de opbrengsten van een gedeelde juwelenmijn. Volgens jaïnische geschriften lag de oorzaak van het conflict in de weigering van Halla en Vihalla om de witte olifant Seyanaga of Sechanaka en een halsketting aan hun halfbroer Ajatasattu te geven. De jonge broers hadden de olifant en de halsketting van hun vader Bimbisara gekregen en deze rijkdom wekte de jaloezie op van Padmavati, een van de vrouwen van Ajatasattu. Zij vluchtten naar Vaishali waar hun grootvader Chetaka resideerde als hoofd van de negen ganaraj van de Lichchhavi-clan en deze weigerde zijn kleinzoons terug te sturen. De machtige Licchhavi's stonden aan het hoofd van een coalitie van gana's in Vajji en hadden ook de steun van Koshala. Daarmee waren zij te sterk voor een directe aanval door Magadha en Ajatasattu liet zijn minister Vassakara dan ook verdeeldheid zaaien tussen de clan's van de oligarchie. Daarnaast maakte hij gebruik van een mahasilakantaka, een katapult, en rathamusala, strijdwagens, en liet het fort Pataligrama bouwen bij de samenloop van de Ganges en de Son-rivier. Halla en Vihalla zouden tijdens de belegering van Vaishali uitvallen uit de stad hebben gemaakt met Seyanaga en zo vele slachtoffers hebben weten te maken onder de strijders van Ajatasattu, maar uiteindelijk kwam de olifant om tijdens een van deze uitvallen. Na een lange oorlog van mogelijk 16 jaar wist Ajatasattu de overwinning te behalen en naast Vajji ook Koshala in te lijven. Ook Pradyota van Avanti werd verslagen door Ajatasattu.

## Religie

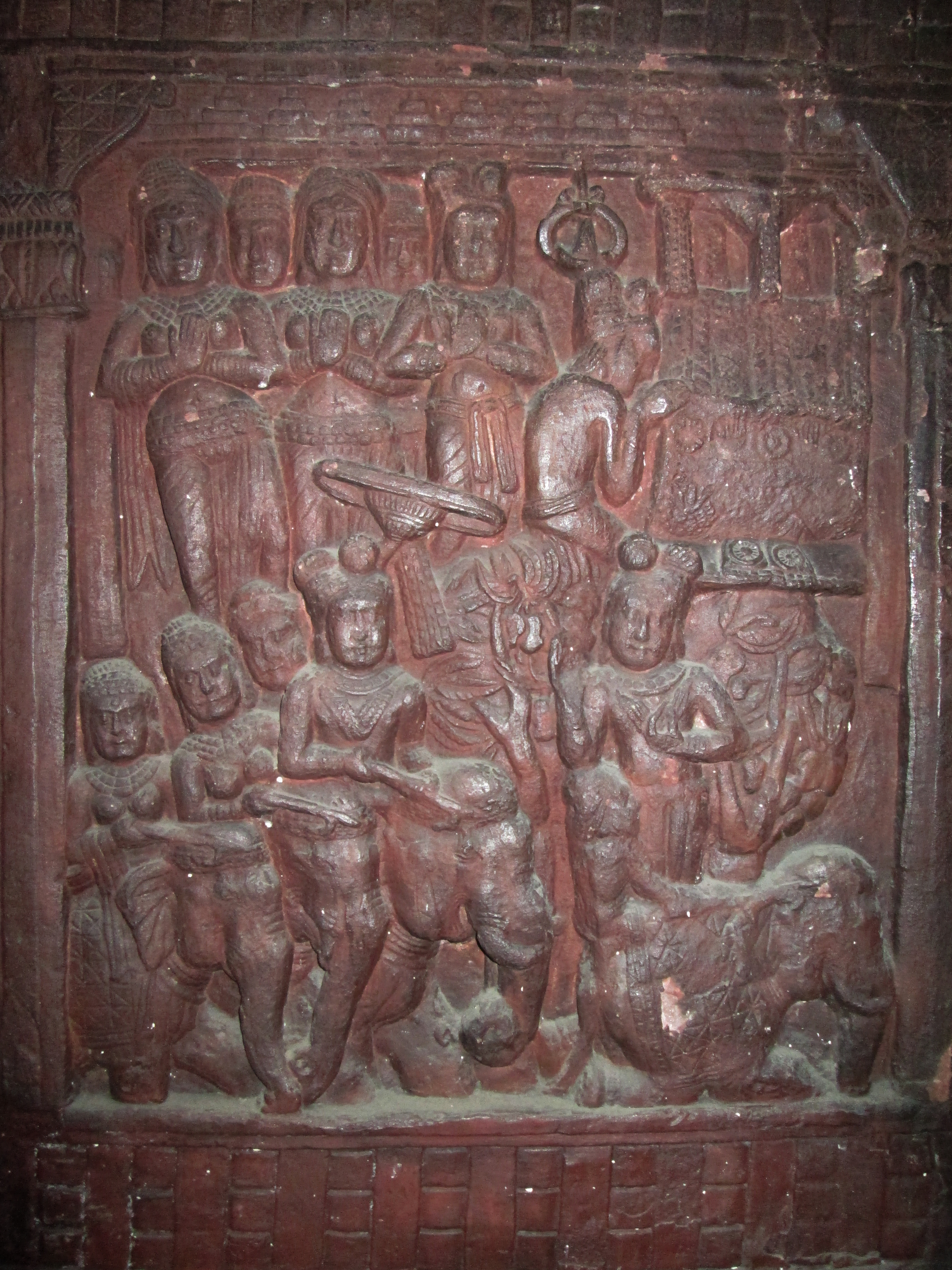
Een reliëf uit de tweede eeuw v.Chr. van een bezoek van Ajatasattu aan de Boeddha

In jaïnische geschriften wordt Ajatasattu beschreven als een devoot volgeling van Mahavira met wie hij in Vaishali en Champa veelvuldig gesprekken zou hebben gehad. Volgens boeddhistische geschriften zou Ajatasattu spijt hebben betuigd bij de Boeddha over zijn patricide. Na de dood van de Boeddha zou Ajatasattu het eerste boeddhistische concilie hebben gehouden in Rajagriha. Ook zou hij veel stoepa's hebben laten bouwen.

## Dood
Volgens boeddhistische geschriften zou ook Ajatasattu omgekomen zijn door patricide, net als de daaropvolgende drie koningen. Jaïnische geschriften stellen echter dat Udayin zijn vader trouw diende als onderkoning in Champa, om daarna als koning te worden aangesteld. Volgens de Purana's kwam voor Udayin eerst nog Darshaka of Vamsaka aan de macht.

## Chronologie
De chronologie van de vroege dynastieën hangt mede samen met het sterftejaar van de Boeddha. Aangezien diens mahaparinibbana onbekend is, zijn ook de regeringsjaren onzeker. Volgens de boeddhistische traditie stierf de Boeddha tijdens het achtste regeringsjaar van Ajatasattu. Volgens theravada, het boeddhisme van het zuiden, vond de mahaparinibbana plaats in 544/543 v.Chr., de lange chronologie. Buiten theravada wordt dit niet als realistisch gezien. Veel Indische historici achten de gecorrigeerde lange chronologie waarschijnlijker, waarbij de mahaparinibbana rond 483 v.Chr. wordt geplaatst. Het noordelijk boeddhisme gaat uit van de korte chronologie, waarmee het sterfjaar van de Boeddha op 378/368 v.Chr. uitkomt. Veel westerse historici achten het waarschijnlijker dat de Boeddha in de vierde eeuw v.Chr. stierf. Niet alleen het sterftejaar van de Boeddha is onzeker, ook is het bestaan van enkele koningen en het aantal regeringsjaren van veel koningen onzeker, wat elke chronologie verder compliceert.
|                                              | Lange chronologie | Gecorrigeerde lange chronologie | Korte chronologie |
| -------------------------------------------- | ----------------- | ------------------------------- | ----------------- |
| Bimbisara                                    |                   | ~542 - 490 v.Chr.               |                   |
| Ajatasattu                                   |                   | ~490 - 459 v.Chr.               |                   |
| Mahaparinibbana                              | ~543 v.Chr.       | ~483 v.Chr.                     | ~378/368 v.Chr.   |
| Udayin en de volgende drie Haryanka-koningen |                   | ~459 - 427/410 v.Chr.           |                   |
| Shishunaga en zijn opvolgers                 |                   | ~427/410 - 361 v.Chr.           |                   |
| Nanda's                                      |                   | ~361/342 - 321 v.Chr.           |                   |